# Raiffeisenbank Rattiszell-Konzell
Die Raiffeisenbank Rattiszell-Konzell eG ist eine Genossenschaftsbank mit Sitz in der bayerischen Gemeinde Rattiszell im Landkreis Straubing-Bogen.

## Geschichte
Die heutige Raiffeisenbank Rattiszell-Konzell eG wurde am 6. März 1900 in Rattiszell gegründet und entstand im Jahr 1994 durch die Fusion der Raiffeisenbank Konzell eG mit dem Sitz in Konzell mit der Raiffeisenbank Rattiszell eG mit dem Sitz in Rattiszell.
Im Jahr 1981 fusionierte die Raiffeisenkasse Falkenfels eG mit dem Sitz in Falkenfels mit der Raiffeisenbank Rattiszell eG. Durch die Fusion der Raiffeisenkasse Rattiszell-Wetzelsberg eGmbH mit der Raiffeisenkasse Wiesenfelden eGmbH mit dem Sitz in Wiesenfelden entstand im Jahr 1970 die Raiffeisenbank Rattiszell eGmbH. 1969 fusionierte die Raiffeisenkasse Rattiszell-Wetzelsberg eGmbH bereits mit der Raiffeisenkasse Loitzendorf eGmbH mit dem Sitz in Loitzendorf und 1967 mit der Raiffeisenkasse Zinzenzell eGmbH mit dem Sitz in Zinzenzell.

## Rechtsverhältnisse
Die Raiffeisenbank Rattiszell-Konzell eG ist im Genossenschaftsregister beim Amtsgericht Straubing unter GnR 703 eingetragen.

## Organisationsstruktur
Rechtsgrundlagen sind das Genossenschaftsgesetz und die durch die Generalversammlung beschlossene Satzung. Organe der Bank sind der Vorstand, der Aufsichtsrat und die Generalversammlung.

## Sicherungseinrichtung
Die Raiffeisenbank Rattiszell-Konzell eG ist der amtlich anerkannten Sicherungseinrichtung des Bundesverbandes der Deutschen Volksbanken und Raiffeisenbanken GmbH und der zusätzlichen freiwilligen Sicherungseinrichtung des Bundesverbandes der Deutschen Volksbanken und Raiffeisenbanken e.V. angeschlossen.

## Geschäftsausrichtung
Die Raiffeisenbank Rattiszell-Konzell eG betreibt das Universalbankgeschäft. Im Verbundgeschäft arbeitet sie mit der DZ Bank, R+V Versicherung, Bausparkasse Schwäbisch Hall, Teambank, VR Leasing, DZ Hyp und der Union Investment zusammen.

## Geschäftsgebiet
Das Geschäftsgebiet liegt im Norden des Landkreises Straubing-Bogen.
An diesen Orten betreibt die Bank Filialen:
- Rattiszell (Hauptstelle, jur. Sitz)
- Falkenfels (Geschäftsstelle)
- Konzell (Geschäftsstelle)
- Wiesenfelden (Geschäftsstelle)
- Stallwang (Geschäftsstelle)
- Zinzenzell (Geschäftsstelle)
- Elisabethszell (Geschäftsstelle)
- Rattenberg (Geschäftsstelle)

Zusätzlich wird in Rattiszell ein Warenlager betrieben.